# Caída de Doriath
Dentro del universo imaginario del autor británico J. R. R. Tolkien, la caída de Doriath se refiere a un evento que sucede como resultado de una serie de batallas narradas en su libro póstumo El Silmarillion.

## Antecedentes

### Robo de los Silmarils y el Juramento de Fëanor
Después del despertar de los elfos, Melkor, el señor oscuro fue sometido por los Valar, poderes de Arda. Manwe, jefe de los Valar, decretó que Melkor sería encarcelado por tres edades en la fortaleza de Namo (Mandos) guardián de las Casas de los Muertos, de las que nadie puede escapar.
Los Valar convocaron a los elfos a Valinor, el reino inmortal, donde no existe la tristeza ni la pena. Al comienzo no querían ir, pero accedieron finalmente. Sus jefes, Ingwe, Finwë y Elwe ya habían ido a Valinor como embajadores, pero en el camino Elwe fue hechizado por Melian, un espíritu menor a los Valar y se enamoró de ella, olvidando a Valinor y a su pueblo. Fundó el reino de Doriath, desde su capital, Menegroth.
Cuando los elfos llegaron a Valinor, vivieron durante mucho tiempo en paz y tranquilidad. Sin embargo, Melkor fue desencadenado y sintió envidia del reino de los Valar. Y en secreto empezó a divulgar rumores provocando peleas entre los príncipes de los elfos Noldor, que eran más guerreros que los demás. Las cuales concluyeron con el exilio de Fëanor, de la ciudad de los elfos, Tirion. A causa de una disputa con su hermanastro Fingolfin. En el exilio estableció la gran fortaleza de Fomentos, donde guardó los Silmarils, unas joyas que él había creado. Eran indestructibles y brillaban con luz propia.
La malicia de Melkor fue revelada y fue perseguido, pero él se adelantó y destruyó a Telperion y a Laurelin. Y antes de que pudieran hacer algo, saqueó Fomentos, llevando con él los Silmarils. Entonces Fëanor volvió a Tirion y juró que él y sus hijos perseguirían al poseedor de los Silmarils e hizo que los Noldor siguieran a Morgoth, como llamaban ahora a Melkor, hasta la Tierra Media.

### Captura del Silmaril
Casi 400 años más tarde, Beren un hombre mortal, escapaba de los ejércitos de Morgoth y huyó a Doriath el reino encantado del rey Thingol, nombre sindarin de Elwe. Y se enamoró de Luthien, su hija. El precio que puso Thingol a la mano de su hija era de un Silmaril de la corona de Morgoth, que en ese entonces habitaba en Angband con ejércitos superiores a todos los elfos.
Beren y Luthien robaron el Silmaril, pero Carcharoth, un temible licántropo con forma de lobo, arrancó y comió la mano de Beren junto con la joya. Sin embargo, lograron escapar y volvieron Menegroth la capital de Doriath. El rey, al escuchar su historia lo consultó con Melian, su esposa, quien mantenía un encantamiento alrededor de Doriath para que nada pudiera entrar sin el permiso de ella o de Thingol. Los reyes cedieron y Beren y Luthien se casaron. Entonces Carcharoth entró en Doriath venciendo la Cintura de Melian y mordió a Beren en el pecho dejándolo mortalmente herido. Carcharoth fue muerto y los elfos sacaron el Silmaril de la bestia y lo pusieron en la mano de Beren y fue llevado a Menegroth, donde murió y Luthien murió de pena poco después.
Thingol se deprimió, pero Beren y Luthien se volvieron a encontrar en las mansiones de los muertos, sobre el fin del mundo. Beren se iría por ahí y Luthien se quedaría en este mundo hasta el final de los días. Entonces Luthien se arrodilló ante Mandos y le cantó. Y él, que nunca se había conmovido y nunca volvió a conmoverse, le ofreció a Luthien una alternativa: quedarse en Valinor por siempre sin Beren, o volver a la Tierra Media con Beren pero volviéndose mortal. La segunda alternativa fue escogida por ella y volvieron a las tierras mortales. Al llegar sanaron la tristeza de Thingol y fueron a vivir en Tol Galen, en Ossiriand.

## Etapa de Nogrod
Artículo Principal: Batalla de las Mil Cavernas
Artículo Principal: Batalla de Sarn Athrad
El año 501 P.E, Morgoth decidió dejar en libertad a Hurin, un valeroso guerrero que había capturado en una batalla. Pero lo engañó, dado que sus sirvientes los orcos y los Balrogs lo siguieron, ya libre, el primer pensamiento de Hurin fue ir a Gondolin, el más poderoso reino élfico, donde era tratado con honores. Al no encontrar la entrada, fue a Nargothrond otro reino élfico. Al llegar, descubrió que ya había caído bajo la influencia de Morgoth. Pero encontró a Mîm, un enano que había revelado a Morgoth el escondite. Entonces, Hurin asesinó a Mîm. Luego fue a Doriath llevando consigo el Nauglamír, la mayor joya de Nargothrond que tenía la forma de un collar de piedras preciosas. Al llegar, lo arrojó a los pies del rey Thingol, señor del reino, y luego arrepentido saltó de los acantilados al océano del occidente y de ese modo terminó el más poderoso de los hombres mortales. Thingol, decidió unir el Silmaril, la mayor joya de los elfos, que tenía la forma un cristal de diamante y resplandecía como una estrella con luz propia, y el Nauglamír que le dio Hurin y encargó esta tarea a los enanos de Nogrod. Al terminar la tarea, estos exigieron a Thingol que se los entregase, porque eran ambiciosos y en realidad eran los enanos quienes forjaron el Nauglamír, pero él se negó. Entonces lo asesinaron y huyeron, pero los Elfos Grises los mataron, y solo dos regresaron a su reino. Con el deseo de vengarse, mintieron y dijeron que los habían matado para no darles su recompensa por orden de Thingol. Al saber eso, el señor de Nogrod reunió a su ejército para atacar Doriath.
Entonces Melian se apenó tanto que la cintura de Melian colapsó y Doriath quedó desprotegida. Ella pidió entonces a Mablung, capitán de Doriath, que enviara mensajeros a Beren y a Luthien, pero luego ella desapareció y volvió a los jardines de Lorien, donde su historia empezó.
El ejército de los enanos cruzó el Gelion en Sarn Athrad y finalmente penetró en los bosques de Doriath sin ser detenido hasta que cruzó el puente sobre el Esgalduin y entró en Menegroth, donde se libró una batalla entre los ejércitos de Mablung y los enanos de Nogrod. Pese a la gran resistencia que los elfos demostraron, los enanos vencieron a los elfos y saquearon todos los tesoros de Doriath incluyendo el Silmaril, pero habían perdido la cuarta parte de sus fuerzas, mientras los elfos sobrevivientes escapaban y se dispersaban por los bosques.
Entonces les llegaron a Beren y Luthien rumores del ejército de los enanos y llegó el mensajero de Doriath explicando lo ocurrido. Al enterarse, Beren y su hijo Dior fueron al norte junto a un ejército de elfos Laiquendi de Ossiriand.
Cuando los enanos llegaron de nuevo a Sarn Athrad, los elfos los atacaron por los flancos y los enanos fueron derrotados totalmente, y Beren luchó cuerpo a cuerpo con el señor de Nogrod y lo atravesó con su espada. Los enanos que escaparon hacia el monte dolmed fueron atacados por los Ents y ninguno volvió a Nogrod. Finalmente, el tesoro de Doriath se hundió en el río Ascar y nunca fue recuperado.

## Etapa de los hijos de Fëanor
Luego de la batalla de Sarn Athrad, Dior decidió ir a Menegroth con grupos de Laiquendi para reconstruirla, mientras que Beren volvió a Tol Galen con el Silmaril.
Al llegar a Menegroth, Dior reunió a los Sindar y reclutó nuevos ejércitos, reconstruyó las casas y en poco tiempo Menegroth volvía a ser como antes bajo el mando de Dior Eluchíl, el Heredero de Elu Thingol. Un día, llegaron mensajeros de Ossiriand y le dejaron un estuche de cuero en las manos. Al abrirlo, vio el Silmaril y entendió que Beren Erchamion y Luthien Tinuvel habían sido alcanzados por el destino predicho por Mandos tiempo atrás.
Dior fue imprudente y exhibía el Silmaril en las fiestas y reuniones, de modo que se divulgaron rumores por toda Beleriand, que llegaron a los oídos de Amon Ereb. Ahí vivían Maedhros y los demás hijos de Fëanor luego de la Nírnaeth Arnoediad y el peso del juramento los atormentó. Entonces enviaron mensajeros a Dior amenazando con guerra si no devolvía el Silmaril pero Dior no les hizo caso y Celegorm y Curufin, quienes trataron de impedir que Beren y Luthien recuperaran el Silmaril, forzaron a Maedhros a atacar a Dior.
En pleno invierno llegaron los hijos de Fëanor y sin advertencias entraron en Menegroth enfrentándose a las fuerzas de Dior. Allí cayó Celegorm a manos de Dior, junto a Curufin y el oscuro Caranthir, Dior también fue muerto. Los sirvientes de Celegorm abandonaron a los hijos de Dior en los bosques y nunca los encontraron. Pero no encontraron el Silmaril, porque parte del pueblo de Doriath huyó guiado por Elwing hija de Dior y escaparon a las desembocaduras del Sirion llevándose el Silmaril.